# Kisbácsfalu
Kisbácsfalu (szlovákul: Báčovce, németül: Bachsdorf) Teszér településrésze, egykor önálló község Szlovákiában, a Besztercebányai kerületben, a Korponai járásban.

## Fekvése
Korponától 20 km-re délnyugatra, Teszér központjától 5 km-re északra fekszik.

## Története
Vályi András szerint "BÁCSFALU. Bachsdorf. Elegyes lakosú falu Hont Vármegyében, birtokosa Semberg Uraság, lakosai katolikusok, fekszik Felső Sipeknek szomszédságában, mellynek filiája Selymetz Bányától két jó mértföldnyire. Határja középszerű, ’s külömbféle vagyonnyai szerént második Osztálybéli."
Fényes Elek szerint "Bácsfalu, (Bacsowcze), tót falu, Honth vmegyében, Szebelébhez 3/4 mfd. 11 kath, 59 evang. lak. F. u. a Zsembery fam. Ut. p. Selmecz."
Hont vármegye monográfiája szerint "Bácsfalu, régi neve Bachsdorf, tót-magyar kisközség, a Ledény patak partján mindössze 15 házzal és 74 ág. ev. h. lakossal; vasúti állomása és távirója Teszér, postája Ledény. A múlt század elején a Sembery család volt a község földesura és jelenleg is annak van itt nagyobb birtoka."
1910-ben 61, túlnyomórészt szlovák lakosa volt. A trianoni békeszerződésig Hont vármegye Korponai járásához tartozott.

## Külső hivatkozások
- Hontteszér hivatalos oldala Archiválva 2009. február 16-i dátummal a Wayback Machine-ben
- Kisbácsfalu Szlovákia térképén